# Татаринская (Вологодская область)
Татаринская — деревня в Верховажском районе Вологодской области.
Входит в состав Шелотского сельского поселения, с точки зрения административно-территориального деления — в Шелотский сельсовет.
Расстояние по автодороге до районного центра Верховажья — 70,1 км, до центра муниципального образования Шелоты — 0,6 км. Ближайшие населённые пункты — Фофановская, Шелота, Малое Погорелово, Степаново, Чавровская, Якунинская, Горка-Назаровская, Дресвянка, Гарманово, Доронинская, Денисовская.
По переписи 2002 года население — 10 человек.